# Jacques Seligmann
Jacques (Jacob) Seligmann (18 de septiembre de 1858, Fráncfort del Meno – 30 de octubre de 1923, París) fue un anticuario de gran éxito y marchante de arte a través de sus empresas tanto en París como Nueva York. Fue uno de los primeros en fomentar el interés estadounidense en la construcción de colecciones de arte europeo.

## Datos biográficos
Nacido en Frankfurt, Alemania,  Seligmann se trasladó a París en 1874, donde trabajó para Charles Mannheim padre, un experto en arte y para M. Pillet antes de convertirse en asistente de Paul Chevallier, uno de los más importantes subastadores de la época. Posteriormente abrió su propio negocio en la Rue des Mathurins en 1880 con Edmond de Rothschild. como uno de sus primeros clientes. En 1900, junto a sus hermanos Arnold y Simon, estableció la firma Jacques Seligmann & Cie. que se trasladó ese mismo año a la Plaza Vendôme. Seligman abrió una oficina en Nueva York en 1904, visitándola una vez al año. Sus clientes incluían a miembros de la familia rusa Stroganoff, el político de altos vuelos británico Sir Philip Sassoon y coleccionistas estadounidenses, como Benjamin Altman, William Randolph Hearst, JP Morgan, Henry Walters  y Joseph Widener.

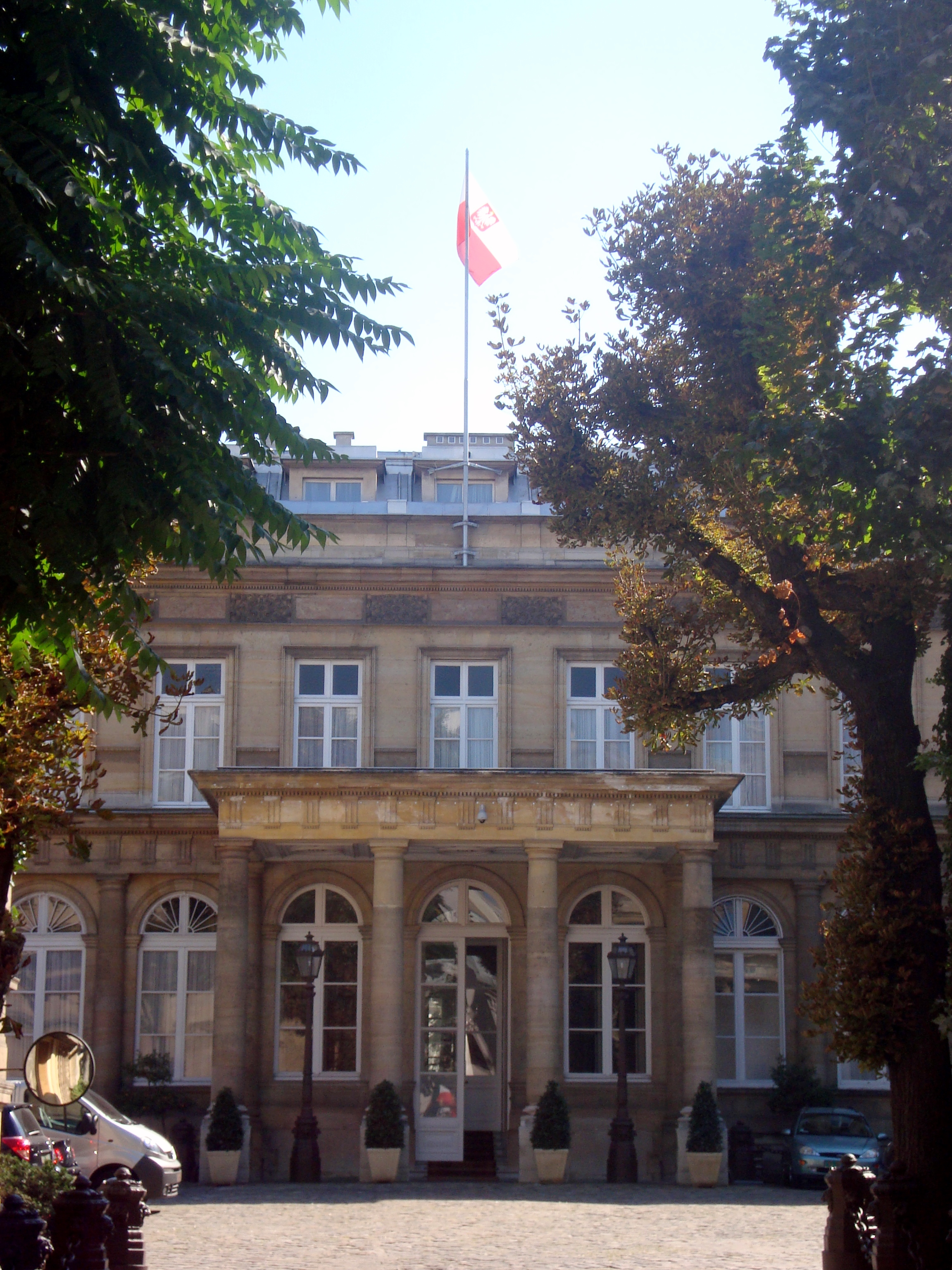
Fachada del Hotel de Mónaco

Inicialmente Seligmann se ocupó principalmente de antigüedades, incluyendo esmaltes, marfiles, esculturas, tapices y muebles del siglo XVIII, especialmente francés, pero las pinturas se convirtieron cada vez más importantes a principios del siglo XX. Tras el final de la Primera Guerra Mundial, el interés en el arte europeo creció en los Estados Unidos, en miembros de la alta sociedad como Walter Arensberg, Albert C. Barnes, Louisine Havemeyer, Bertha Palmer, Duncan Phillips y  John Quinn.
En 1909, Seligmann compró el prestigioso Hotel de Mónaco, donde estableció su cuartel general y recibió a sus clientes más importantes. Después de una disputa con su hermano Arnold, se produjo una escisión en la empresa: Arnold siguió gestionando el local de la Place Vendôme como Arnold Seligmann & Cie, mientras Seligmann consolidó sus actividades en el Hotel de Mónaco y, en 1912, abrió una nueva oficina en París, en el número 9 de la rue de la Paix. En 1914, Seligmann abrió una nueva oficina y la galería de la Quinta Avenida de Nueva York y la incorporó a su empresa en el Estado de Nueva York. El mismo año, en París, tuvo éxito en la compra de una gran parte de la famosa colección de Sir Richard Wallace, que contenía una gran variedad de valiosas antigüedades y obras de arte. En 1920, su hijo Germain Seligman (1893-1978) se convirtió en socio y presidente de la oficina de Nueva York, oficialmente integrados Jacques Seligmann & Fils. Seligmann murió en París en octubre de 1923.
Algunos de sus colecciones personales se vendieron en una subasta en 1925.

## Honores
- Miembro del Metropolitan Museum of Art de Nueva York (1907)[1]

## Familia
El hijo de Seligmann, Germain Seligman, nació en París el 25 de febrero de 1893. El nombre de soltera de su madre era Blanche Falkenberg.